# Збірна Бразилії з футболу
Збірна Бразилії з футболу — національна футбольна команда, яка представляє Бразилію. Одна з найсильніших і найвідоміших у світі національних футбольних команд. П'ятиразовий чемпіон світу з футболу. За бразильцями закріпилося прізвисько «Селесао» («обрані»). Керівним органом збірної є Бразильська конфедерація футболу.
Станом на 28 листопада 2024 посідає 5-e місце у рейтингу футбольних збірних світу.

## Історія
Бразилія — єдина країна, що не пропустила жодного фінального етапу чемпіонату світу. Вона єдина, хто виграв титул чемпіонів п'ять разів. Крім цього вони двічі здобували 2-е місце і двічі — третє.
Вперше, збірна Бразилії з футболу була сформована в 1914 році й провела матч проти англійського клубу «Ексетер Сіті», вигравши 2:0. Однак до серйозніших перемог на світовій арені було ще далеко. Багато в чому цьому заважала плутанина серед керівників місцевих футбольних федерацій всередині країни.
Як би це не було, на чемпіонатах світу 1930 й 1934 року Бразилія вибувала після першого етапу. У 1938 році команда показала значний прогрес і впевнено завоювала бронзу чемпіонату. А Леонідас да Сілва потрапив в історію, як перший гравець, що забив 4 м'ячі в матчі чемпіонату світу. Перший повоєнний чемпіонат 1950 року проходив у Бразилії. До того ж він був унікальний тим, що на ньому не проводився фінальний матч. Завершальним став груповий турнір для чотирьох команд. Вважається, що зустріч Бразилія — Уругвай прирівнюється до «фіналу». Цей матч, що проходив на стадіоні «Маракана» у Ріо-де-Жанейро відвідали 199 854 вболівальників. Бразильцям досить було зіграти внічию, щоб стати чемпіонами, але, ведучи в рахунку 1:0, вони програли 1:2. В Південній Америці цей матч відомий як «мараканасо».
В 1954 році фінальна частина проходила у Швейцарії на нього приїхала оновлена команда із групою гарних міцних гравців. Однак у чвертьфіналі бразильці поступилися фавориту першості, угорцям, 4:2, провівши один з найжахливіших матчів у своїй історії. Цей матч одержав назву «битва в Берні».
В 1958 році на чемпіонаті у Швеції Бразилія зненацька для всіх у блискучому стилі стала чемпіоном світу. У складі команди виблискували такі гравці, як Пеле, Гаррінча, Вава й багато інших, що ввійшли у світову історію футболу. Відкриттям цієї першості був сімнадцятилітній Пеле, що й дотепер вважається одним із найкращих футболістів всіх часів і народів.
У 1962 році в Чилі бразильці повторили свій успіх. Найкращим бомбардиром першості став Гаррінча, що забив 4 м'ячі. Його напарник Пеле вибув із чемпіонату після важкої травми в одному з перших матчів турніру.
На чемпіонаті в Англії у 1966 році на команду чекав грандіозний провал. Селесао виявилися не по зубах угорці й португальці, у рядах яких грав легендарний Еусебіу. Збірна Бразилії вибула з першості вже з підгрупи, що розцінювалося не інакше як національна катастрофа. Ряд гравців були змушені якийсь час залишатися в Європі, перечікуючи неспокійну ситуацію на батьківщині.
Однак вже на наступному чемпіонаті світу в Мексиці бразильці, у складі яких знову виблискував Пеле, показали футбол найвищого класу й виграли всі матчі першості. У фіналі Бразилія розгромила збірну Італії 4:1.
Після того, як Селесао за короткий час змогли три рази стати власниками титулу Чемпіона Світу, почалася тривала смуга невдач:
1974 — Бразилія виставила один із найслабших складів за всю свою історію й у результаті посіла лише 4-е місце.
1978 — Селесао поступилися за різницею м'ячів господарям поля аргентинцям у матчі за вихід у фінал. Розчаровані бразильці звинуватили воротаря збірної Перу, аргентинця за походженням, у нарочито поганій грі (матч Аргентина — Перу закінчився 6:0).
1982 — склад Бразилії вважався непереможним, однак несподівана поразка від збірної Італії 2:3 і вибування з турніру на ранній стадії. Італійці в підсумку стали найкращими на цьому турнірі.
1986 — цього разу поразка у серії післяматчевих пенальті проти збірної Франції. У бразильців не забив 11-метровий легендарний «Білий Пеле» Зіку.
1990 — жахлива поразка в 1/8 фіналу від аргентинців. Бразильці протягом всієї гри демонстрували атакувальний футбол, раз за разом штурмували ворота супротивника, але так і не змогли їх вразити. На останніх хвилинах матчу Клаудіо Каніджа після контратаки забив вирішальний гол. 1:0 на користь Аргентини.
Чемпіонат у США 1994 року. Через 24 роки знову перемога Бразилії: після важкого фіналу проти збірної Італії бразильці змогли виграти в серії післяматчевих пенальті 3:2. У складі Бразилії особливо виділялися нападники Ромаріу, Бебето, голкіпер Таффарел, півзахисник і капітан команди Дунга, захисники Кафу, Бранко.
Чемпіонат у Франції 1998 року: у складі Селесао зірковий «зубастик» Роналду. Бразилія знову дійшла до фіналу, однак зазнала поразки від хазяїв поля 0:3. Два голи, що поклали початок розгрому, після подач із кутових забив лідер збірні Франції Зінедін Зідан.

### XXI століття
2002, Японія/Південна Корея: Бразилія продовжила демонструвати чудову гру й втретє поспіль вийшла в фінал світової першості. У фіналі вони вперше зустрілися зі своїм головним конкурентом збірною Німеччини й завдали німцям поразки — 2:0. Ворота Німеччини захищав зірковий голкіпер Олівер Кан, що протягом чемпіонату показував відмінну гру, однак у фіналі зробив фатальну помилку й пропустив простий м'яч. Найкращим бомбардиром першості став Роналду (8 м'ячів). У складі пентакампеонів грав ряд майстрів екстракласу, таких як Роналдінью, Роберто Карлос, Діда, Рівалдо, Кафу, Лусіу й ін.
2006, Німеччина: Цей чемпіонат завершив серію сильних виступів збірної. Попри зоряний склад, команда підійшла до першості незіграною й у слабкій формі (наприклад, на думку багатьох журналістів, легендарний Роналду мав надлишок ваги). Після ряду перемог Бразилія в 1/4 фіналу зазнала поразки від французької збірної 0:1.
На чемпіонаті світу 2010 бразильці без проблем пройшли груповий раунд здобувши дві перемоги та ще один матч зіграли внічию з португальцями 0:0. У 1/8 фіналі досить легко переграли чилійців 3:0. Чвертьфінал з Нідерландами почався, як найкраще для жовто-зелених, вже на десятій хвилині Робінью відкрив рахунок та в другому таймі Снейдер, двічі розписавшись в воротах Жуліо Сезара, відправив п'ятиразових чемпіонів світу додому.
Невдало виступили бразильці на Кубку Америки 2011, причому проблеми почались для них на груповому етапі, де вони здолали лише аутсайдера групи збірну Еквадору 4:2, а у чвертьфіналі поступились в серії пенальті, основний час та додатковий завершились з рахунком 0:0, збірній Парагваю 0:2.
Домашній чемпіонат світу 2014 року продовжив серію невдалих турнірів для збірної Бразилії. Якщо груповий етап жовто-зелені пройшли без проблем дві перемоги над Хорватією 3:1 та Камеруном 4:1 і одна нічия з мексиканцями 0:0, то в 1/8 фіналу лише по пенальті здолали чилійців 1:1 (3:2), у чвертьфіналі здолали колумбійців 2:1. Жах для господарів розпочався в півфіналі проти німців, гра відбулася 8 липня 2014 року на стадіоні «Мінейран» у Белу-Оризонті в присутності 58 141 глядача і закінчилася сенсаційним розгромом 5-разових чемпіонів світу з рахунком 1:7. Матч за третє місце також завершився розгромом від голландців 0:3 та отримав назву «Гаррінчасо» за аналогією з Мараканасо та щойно пережитим Мінейрасо.
Два наступних розіграші Кубку Америки 2015 та 2016 років також принесли прихильникам збірної розчарування. На груповому етапі 2015 року бразильці посіли перше місце, програвши колумбійцям та обігравши з великими труднощами Перу, причому переможний гол вони забили в доданий арбітром час (2:1) та з тим самим рахунком переграли Венесуелу. У чвертьфіналі поступились парагвайцям по пенальті 3:4 (основний час завершився внічию 1:1). А на турнірі 2016 року навіть не вийшли з групи, здолавши лише збірну Гаїті 7:1. Після цього матчу подав у відставку головний тренер збірної Дунга, який очолював збірну з 2014 року.

## Чемпіонати світу
| Чемпіонати світу з футболу | Чемпіонати світу з футболу | Чемпіонати світу з футболу | Чемпіонати світу з футболу | Чемпіонати світу з футболу | Чемпіонати світу з футболу | Чемпіонати світу з футболу | Чемпіонати світу з футболу | Чемпіонати світу з футболу | Чемпіонати світу з футболу |
| Рік                        | Раунд                      | Місце                      | І                          | В                          | Н                          | П                          | М+                         | М-                         | Склад                      |
| -------------------------- | -------------------------- | -------------------------- | -------------------------- | -------------------------- | -------------------------- | -------------------------- | -------------------------- | -------------------------- | -------------------------- |
| 1930                       | 1-й раунд                  | 6                          | 2                          | 1                          | 0                          | 1                          | 5                          | 2                          | склад                      |
| 1934                       | 1/8 фінала                 | 14                         | 1                          | 0                          | 0                          | 1                          | 1                          | 3                          | склад                      |
| 1938                       | третє місце                | 3                          | 5                          | 3                          | 1                          | 1                          | 14                         | 11                         | склад                      |
| 1950                       | друге місце                | 2                          | 6                          | 4                          | 1                          | 1                          | 22                         | 6                          | склад                      |
| 1954                       | чвертьфінал                | 5                          | 3                          | 1                          | 1                          | 1                          | 8                          | 5                          | склад                      |
| 1958                       | чемпіон                    | 1                          | 6                          | 5                          | 1                          | 0                          | 16                         | 4                          | склад                      |
| 1962                       | чемпіон                    | 1                          | 6                          | 5                          | 1                          | 0                          | 14                         | 5                          | склад                      |
| 1966                       | груповий етап              | 11                         | 3                          | 1                          | 0                          | 2                          | 4                          | 6                          | склад                      |
| 1970                       | чемпіон                    | 1                          | 6                          | 6                          | 0                          | 0                          | 19                         | 7                          | склад                      |
| 1974                       | півфінал                   | 4                          | 7                          | 3                          | 2                          | 2                          | 6                          | 4                          | склад                      |
| 1978                       | третє місце                | 3                          | 7                          | 4                          | 3                          | 0                          | 10                         | 3                          | склад                      |
| 1982                       | 2-й раунд                  | 5                          | 5                          | 4                          | 0                          | 1                          | 15                         | 6                          | склад                      |
| 1986                       | чвертьфінал                | 5                          | 5                          | 4                          | 1                          | 0                          | 10                         | 1                          | склад                      |
| 1990                       | 1/8 фінала                 | 9                          | 4                          | 3                          | 0                          | 1                          | 4                          | 2                          | склад                      |
| 1994                       | чемпіон                    | 1                          | 7                          | 5                          | 2                          | 0                          | 11                         | 3                          | склад                      |
| 1998                       | друге місце                | 2                          | 7                          | 4                          | 1                          | 2                          | 14                         | 10                         | склад                      |
| 2002                       | чемпіон                    | 1                          | 7                          | 7                          | 0                          | 0                          | 18                         | 4                          | склад                      |
| 2006                       | чвертьфінал                | 5                          | 5                          | 4                          | 0                          | 1                          | 10                         | 2                          | склад                      |
| 2010                       | чвертьфінал                | 6                          | 5                          | 3                          | 1                          | 1                          | 9                          | 4                          | склад                      |
| 2014                       | 4-е місце                  | 4                          | 7                          | 3                          | 2                          | 2                          | 11                         | 14                         | склад                      |
| 2018                       | чвертьфінал                | 6                          | 5                          | 3                          | 1                          | 1                          | 8                          | 3                          | склад                      |
| 2022                       | чвертьфінал                | 7                          | 5                          | 3                          | 1                          | 1                          | 8                          | 3                          | склад                      |
| Усього                     | 5 титулів                  | 22/22                      | 114                        | 76                         | 19                         | 19                         | 237                        | 108                        | —                          |

- — країна-господар фінального турніру

## Копа Америка
- Чемпіон (9): 1919, 1922, 1949, 1989, 1997, 1999, 2004, 2007 та 2019.
- 2-е місце (12): 1921, 1925, 1937, 1945, 1946, 1953, 1957, 1959 (квітень), 1983, 1991, 1995 та 2021.
- 3-є місце (5): 1916, 1917, 1920, 1942, 1959 (грудень).
- 4-е місце (3): 1923, 1956 і 1963.
- 1/2 фіналу (2): 1975 і 1979.
- 1/4 фіналу (4): 1993, 2001, 2011 і 2015.

Бразилія відмовилась брати участь у 10 чемпіонатах: 1924, 1926, 1927, 1929, 1935, 1939, 1941, 1947, 1955 і 1967.

## Гравці

### Поточний склад
Наступні 26 гравці були оголошені у списку збірної для участі у ЧС-2022.
Матчі та голи вірні станом на 27 вересня 2022 року, після матчу проти Тунісу.
| №  | Поз. | Гравець            | Дата народження (вік)        | Ігри | Голи | Клуб              |
| -- | ---- | ------------------ | ---------------------------- | ---- | ---- | ----------------- |
| 1  |      | Аліссон            | 2 жовтня 1992 (32 роки)      | 57   | 0    | Ліверпуль         |
| 12 |      | Вевертон           | 13 грудня 1987 (37 років)    | 8    | 0    | Палмейрас         |
| 23 |      | Едерсон            | 17 серпня 1993 (31 рік)      | 18   | 0    | Манчестер Сіті    |
|    |      |                    |                              |      |      |                   |
| 2  |      | Даніло             | 15 липня 1991 (33 роки)      | 46   | 1    | Ювентус           |
| 3  |      | Тіагу Сілва ()     | 22 вересня 1984 (40 років)   | 109  | 7    | Челсі             |
| 4  |      | Маркіньйос         | 14 травня 1994 (31 рік)      | 71   | 5    | Парі Сен-Жермен   |
| 6  |      | Алекс Сандро       | 26 січня 1991 (34 роки)      | 37   | 2    | Ювентус           |
| 13 |      | Дані Алвес         | 6 травня 1983 (42 роки)      | 124  | 8    | УНАМ              |
| 14 |      | Едер Мілітао       | 18 січня 1998 (27 років)     | 23   | 1    | Реал Мадрид       |
| 16 |      | Алекс Теллес       | 15 грудня 1992 (32 роки)     | 8    | 0    | Севілья           |
| 24 |      | Бремер             | 18 березня 1997 (28 років)   | 1    | 0    | Ювентус           |
|    |      |                    |                              |      |      |                   |
| 5  |      | Каземіро           | 23 лютого 1992 (33 роки)     | 65   | 5    | Манчестер Юнайтед |
| 7  |      | Лукас Пакета       | 27 серпня 1997 (27 років)    | 35   | 7    | Вест Гем Юнайтед  |
| 8  |      | Фред               | 5 березня 1993 (32 роки)     | 28   | 0    | Манчестер Юнайтед |
| 15 |      | Фабінью            | 23 жовтня 1993 (31 рік)      | 28   | 0    | Ліверпуль         |
| 17 |      | Бруно Гімараес     | 16 листопада 1997 (27 років) | 8    | 1    | Ньюкасл Юнайтед   |
| 22 |      | Евертон Рібейру    | 10 квітня 1989 (36 років)    | 21   | 3    | Фламенгу          |
|    |      |                    |                              |      |      |                   |
| 9  |      | Рішарлісон         | 10 травня 1997 (28 років)    | 38   | 17   | Тоттенгем Готспур |
| 10 |      | Неймар             | 5 лютого 1992 (33 роки)      | 121  | 75   | Парі Сен-Жермен   |
| 11 |      | Рафінья            | 14 грудня 1996 (28 років)    | 11   | 5    | Барселона         |
| 18 |      | Габріел Жезус      | 3 квітня 1997 (28 років)     | 56   | 19   | Арсенал           |
| 19 |      | Антоні             | 24 лютого 2000 (25 років)    | 11   | 2    | Манчестер Юнайтед |
| 20 |      | Вінісіус Жуніор    | 12 липня 2000 (24 роки)      | 16   | 1    | Реал Мадрид       |
| 21 |      | Родріго            | 9 січня 2001 (24 роки)       | 5    | 1    | Реал Мадрид       |
| 25 |      | Педро              | 20 червня 1997 (27 років)    | 2    | 1    | Фламенгу          |
| 26 |      | Габріел Мартінеллі | 18 червня 2001 (23 роки)     | 3    | 0    | Арсенал           |

### Відомі гравці
| - Алдаїр - Амарілдо - Адріано - Бебето - Бранко - Вава - Гаррінча - Джалма Сантус - Діда - Діді - Дунга - Жаїр - Жаїрзіньйо - Жерсон - Жилмар - Жуніор - Зізінью - Зіку - Маріо Загалло - Марсело | - Кака - Карека - Карлос Альберто - Кафу - Клодоалдо - Леонідас да Сілва - Неймар - Нілтон Сантус - Пеле - Рівалдо - Роберто Карлос - Роберто Рівеліно - Ромаріу - Роналдінью - Роналду - Сократеш - Клаудіо Таффарел - Тостао - Фалькао - Артур Фріденрайх |

## Рекордсмени
| # | Гравець          | Період     | Ігор | Голів |
| - | ---------------- | ---------- | ---- | ----- |
| 1 | Кафу             | 1990-2006  | 142  | 4     |
| 2 | Данієл Алвес     | 2006-2022  | 126  | 8     |
| 3 | Роберто Карлос   | 1992-2006  | 125  | 11    |
| 3 | Неймар           | 2010-      | 125  | 79    |
| 5 | Тіагу Сілва      | 2008-      | 113  | 7     |
| 6 | Лусіу            | 2000-2011  | 105  | 4     |
| 7 | Клаудіо Таффарел | 1988-1998  | 101  | 0     |
| 8 | Робінью          | 2003- 2017 | 100  | 28    |
| 9 | Джалма Сантус    | 1952-1968  | 98   | 3     |
| 9 | Роналду          | 1994-2011  | 98   | 62    |

| #  | Гравець    | Період    | Голів | Ігор | За гру |
| -- | ---------- | --------- | ----- | ---- | ------ |
| 1  | Неймар     | 2010-     | 79    | 125  | 0.63   |
| 2  | Пеле       | 1957-1971 | 77    | 92   | 0.84   |
| 3  | Роналду    | 1994-2011 | 62    | 98   | 0.63   |
| 4  | Ромаріу    | 1987-2005 | 55    | 70   | 0.79   |
| 5  | Зіку       | 1976-1986 | 48    | 71   | 0.68   |
| 6  | Бебето     | 1985-1998 | 39    | 75   | 0.52   |
| 7  | Рівалдо    | 1993-2003 | 35    | 74   | 0.47   |
| 8  | Жаїрзінью  | 1964-1982 | 33    | 81   | 0.41   |
| 8  | Роналдінью | 1999-2013 | 33    | 97   | 0.34   |
| 10 | Адемір     | 1945-1953 | 32    | 39   | 0.82   |
| 10 | Тостао     | 1966-1972 | 32    | 54   | 0.59   |

## Форма
Домашня
| 1914–1917 | 1917 | 1917 | 1917 | 1918–1919 | 1919–1938 | 1945–1949 | 1954–1974 |

| 1978 | 1986–1990 | 1988 Olympics | 1994–1997 | 1997 | 1998–2001 | 2002–2004 | 2004–2006 |

| 2006–2007 | 2007–2010 | 2010–2011 | 2011–2012 | 2012–2013 | 2013–2014 | 2014–2016 | 2016– |

Виїзна
| 1938–1948 | 1949–1953 | 1958 | 1994 | 1997 | 2002–2004 | 2004–2006 | 2007–2010 |

| 2010–2011 | 2011–2012 | 2012–2013 | 2013–2014 | 2014–2016 | 2016– |